# Allochthonius xuae
Espèce
Allochthonius xuae est une espèce de pseudoscorpions de la famille des Pseudotyrannochthoniidae.

## Distribution
Cette espèce est endémique du Guizhou en Chine. Elle se rencontre dans le xian de Dafang dans la grotte Yelaoda.

## Description
Le mâle holotype mesure 2,92 mm et les femelles de 3,70 à 3,77 mm.

## Systématique et taxinomie
Cette espèce a été décrite par Li en 2023.

## Étymologie
Cette espèce est nommée en l'honneur de Juan Xu, l'épouse d'Yun-chun Li.

## Publication originale
- Li, 2023 : « Three new species of pseudoscorpions (Arachnida: Pseudoscorpiones: Pseudotyrannochthoniidae) from caves in Yunnan and Guizhou Provinces, China. » European Journal of Taxonomy, vol. 861, p. 48–64 (texte intégral).